# Дом ученика средњих школа Прокупље
Дом ученика средњих школа Прокупље је васпитно образовна установа намењена ученицима који похађају школу ван свог места боравка.
Корисници услуга ове установе су ученици средњих школа у Прокупљу, као и студенти Топличке академије струковних студија у Прокупљу чије је пребивалиште ван Општине Прокупље. Установа обезбеђује смештај, исхрану, услове за учење, забавни и спортски живот као и друге заједничке потребе ученика који похађају школу ван места сталног боравка.
Као једина установа оваквог типа у Топличком региону, Дом представља репрезентативно место које кроз програмске циљеве и задатке обезбеђује васпитни рад, повољне услове за здрав и хигијенски живот ученика, правилну и разноврсну исхрану и безбедност ученика и објекта. Дом је једна велика породица, са станарима из целе југоисточне Србије. Особље и васпитачи Дома воде бригу о 140 ученика и труде се да стално унапређују услове становања како би они били на завидном нивоу. Дом ученика средњих школа у Прокупљу има изглед прелепог грађевинског  и пејзажног  амбијента који се простире на површини од скоро 2 хектара.

## Историјат
Далеке 1924. године, за потребе основне школе у селу Појате (сада делу града Прокупља) сазидана је зграда и школа је радила до рата.
Ратом опустошена Топлица је имала пуно ратних сирочади па је 1953. године Савет за просвету и културу општине Прокупље, укинуо основну школу у Појатама и у њеним просторијама је формиран Дом за децу палих бораца, па је 43 малишана  ту нашло свој дом. Кроз Дом деце палих бораца је са циљем изучавања заната или наставка школовања, прошло 145 ученика. Деца су примала стипендију од Народних одбора срезова са чије територије су деца долазила у дом а живот је кренуо да се прилагођава потребама ученика.
У непосредној близини постојаћег објекта је 1959. године сазидана нова зграда, наменски грађена за дом.
Дом деце палих бораца постаје Интернат ратарско-тракторске школе 1960.године и следећих десет година ради у склопу Пољопривредног школског центра „Радош Јовановић Сеља“.
Јануара 1970. године, Интернат,,Вељо Влаховић“ постаје самостална установа, проширују се капацитети и започиње деценија преживљавања јер за интернат  нико није имао довољно ни разумевања ни средстава. Капацитет интерната је био 40-50 ученика али се због огромног притиска родитеља тај број ученика кретао и до 90.
Ступањем на снагу Закона о ученичком и студентском стандарду 1993. године, Интернат „Вељко Влаховић“ мења своје име у Дом ученика средњих школа Прокупље.